# Blake Hall (metropolitana di Londra)
Blake Hall è stata una stazione fantasma della linea Central della metropolitana di Londra. Fu aperta come stazione ferroviaria nel 1865. Dal 1949 e fino alla sua chiusura nel 1981 era situata sulla Central line fra le stazioni di North Weald e Ongar.

## Storia
La stazione fu aperta il 1 aprile 1865 sulla tratta Loughton-Ongar, dalla Great Eastern Railway. Prendeva nome da Blake Hall, un'antica dimora di campagna risalente al XVII secolo, di proprietà della famiglia Capel-Cure, situata a circa un miglio dalla stazione. Serviva principalmente come scalo merci per il trasporto di prodotti agricoli dalle fattorie della zona verso il centro di Londra.
La stazione passò sotto la gestione della London Underground il 25 aprile 1949, insieme al resto della linea Epping-Ongar. Inizialmente il servizio su questa tratta fu operato con treni trainati da locomotive a vapore, con un servizio navetta fornito dalla British Railways. Il 18 novembre 1957, anche questa sezione della linea venne elettrificata e i treni elettrici sostituirono quelli a vapore.
Il 18 aprile 1966 lo scalo merci venne chiuso e Blake Hall divenne esclusivamente una stazione passeggeri. Il servizio domenicale fu soppresso il 17 ottobre 1966.
Blake Hall aveva la fama di essere la stazione meno utilizzata dell'intera rete. Il sistema di sussidi pubblici concesso sul sistema della rete metropolitana non era fornito su questa parte della linea perché gli uffici governativi responsabili per Londra e per la contea dell'Essex non avevano raggiunto un accordo sulle rispettive responsabilità nel settore del trasporto pubblico, e Blake Hall si trovava lontana da un qualsiasi centro abitato di dimensioni sufficienti a generare traffico. Quando la stazione chiuse definitivamente il 31 ottobre 1981, i passeggeri erano scesi a 17 al giorno (o 6 al giorno, secondo altre fonti). La linea Epping-Ongar chiuse a sua volta il 30 settembre 1994. L'edificio che ospitava la stazione fu venduto e convertito in un'abitazione privata, e la piattaforma venne demolita.
La linea Epping-Ongar è oggi gestita come ferrovia storica dalla Epping-Ongar Railway. La piattaforma è stata in parte ricostruita, a scopi puramente estetici, nel maggio 2012.